# ایجا، پرو
ایجا، پرو (به اسپانیایی: Aija, Peru) یک منطقهٔ مسکونی در پرو است که در Aija واقع شده‌است.